# Église orthodoxe bulgare

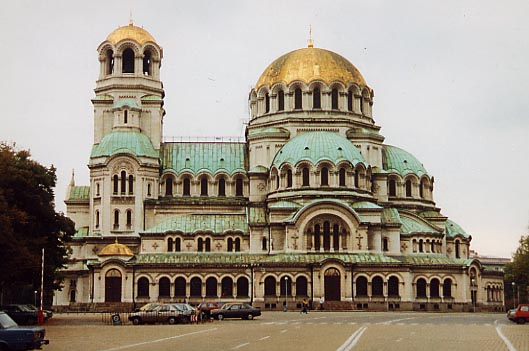
La cathédrale Saint-Alexandre-Nevski de Sofia.

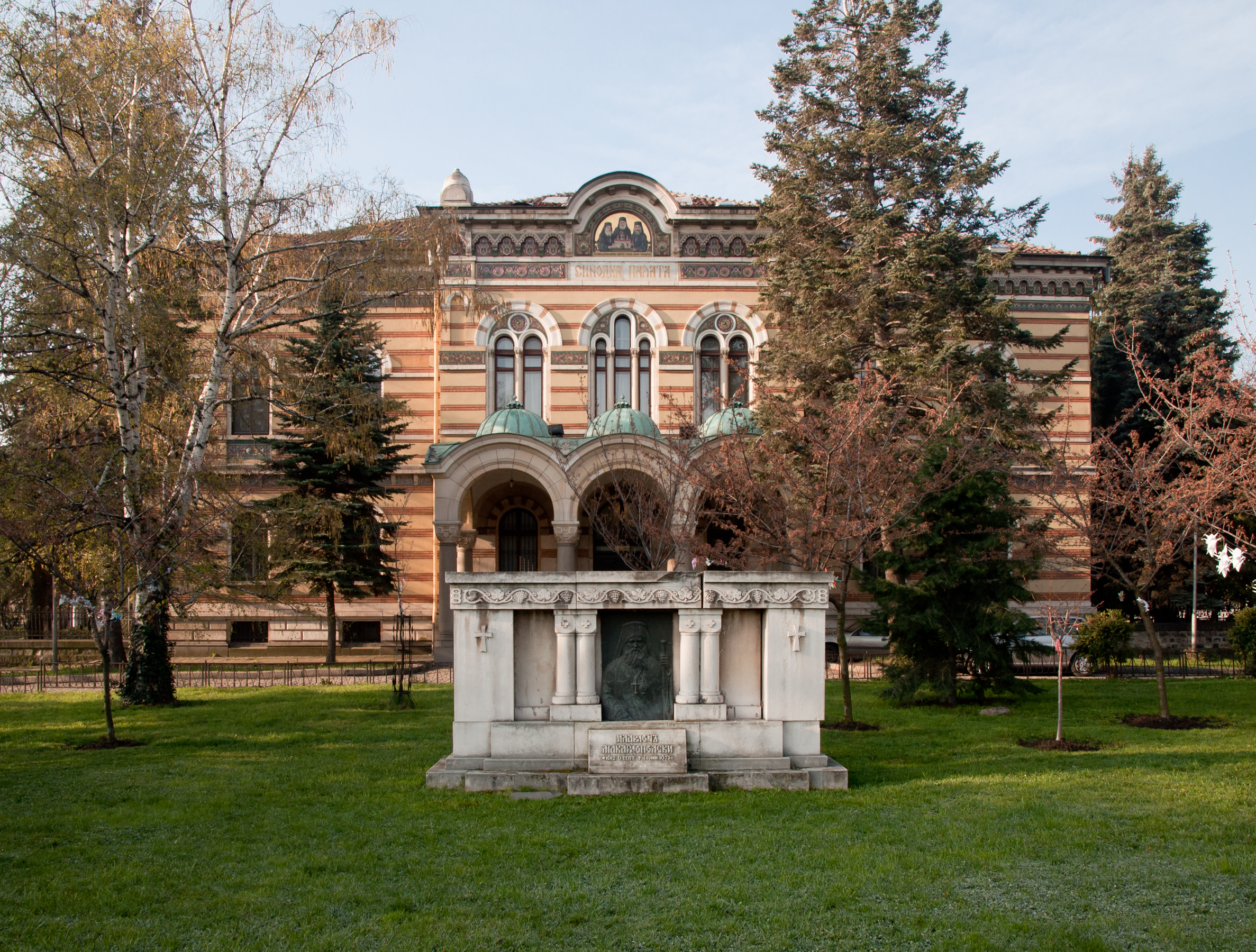
Le palais du Saint-Synode de l'Église orthodoxe bulgare, à Sofia.

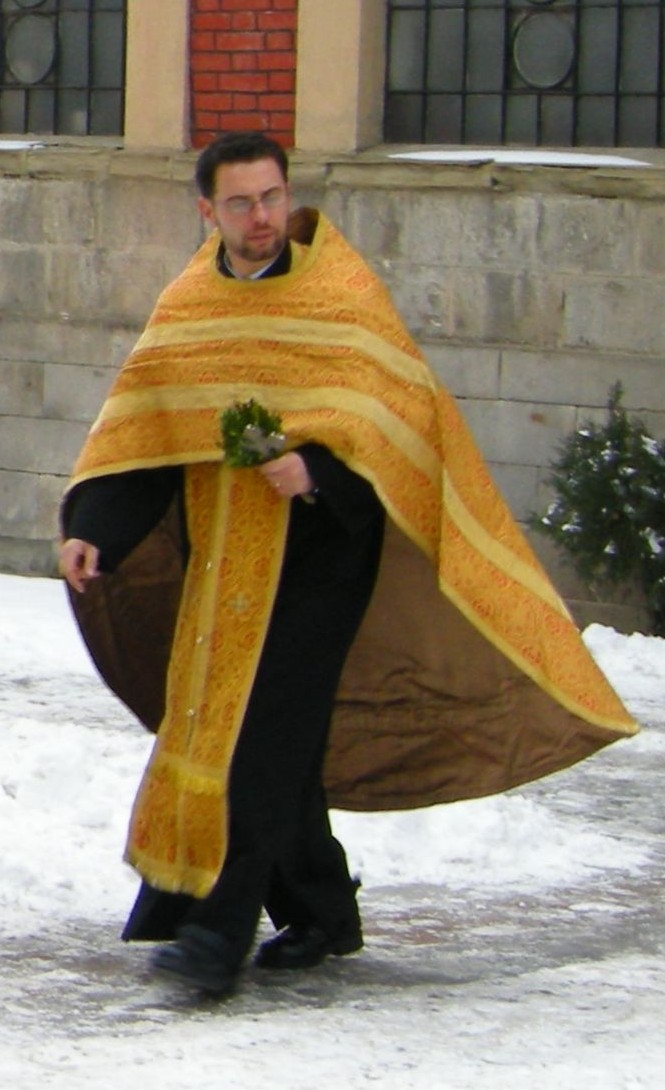
Prêtre orthodoxe bulgare

L'Église orthodoxe bulgare (en bulgare : Българска православна църква), officiellement le patriarcat de Bulgarie (en bulgare : Българска патриаршия), est une juridiction autocéphale de la communion orthodoxe en Bulgarie. Elle occupe le huitième rang honorifique parmi les Églises autocéphales. Le primat de l'Église porte le titre de métropolite de Sofia et patriarche de toute la Bulgarie, avec résidence à Sofia (titulaire actuel : Daniel depuis le 3 juillet 2024).

## Histoire
En 864, l’aristocratie proto-bulgare, jusque-là tengriste, adopte le christianisme et entre dans l’obédience de Constantinople. Au Xe siècle, l’église bulgare est centrée autour d’un archevêché de langue liturgique slavonne, dont le siège est à Preslav, alors capitale de l’empire bulgare.

### Patriarcat autocéphale de Preslav, puis d’Ohrid
En 927, ce siège est érigé en patriarcat, à la fin du règne du tzar bulgare Siméon Ier : sa juridiction s’étendait aux terres serbes, bulgares et valaques ; son dirigeant était alors Léonce de Bulgarie. Face l’expansion de l’Empire byzantin, sous la dynastie macédonienne, l’Église bulgare se voit contrainte, en 976, de déplacer le siège de son patriarcat, avec l’accord du pape, à Ohrid.

### Archevêché d’Ohrid
Cependant, l’empire bulgare ayant été définitivement battu par les byzantins en 1018, le siège patriarcal est supprimé, mais l’archevêché d’Ohrid obtient tout de même l’autocéphalie, ce qui en fait de facto une église nationale des slaves au sein de l’Empire byzantin.

### Patriarcat de Tărnovo
Après le rétablissement de l'Empire bulgare par les frères bulgares Ivan Asen Ier et Pierre IV en 1185, ces derniers prennent des mesures afin de rétablir l'Église autocéphale bulgare. La reconnaissance d'une Église indépendante par le patriarche de Constantinople étant impossible, les Bulgares concluent une union temporaire avec l'Église catholique jusqu'en 1235, date à laquelle, après le Concile de l'Église de Lampsaque, l'Église orthodoxe bulgare est reconnue comme un patriarcat indépendant ayant son siège dans la capitale, Tărnovo,. Le premier patriarche de Tărnovo est Joachim Ier de Bulgarie.
Après la conquête ottomane (fin du XIVe siècle) les Turcs instaurent le système des « millets » (communautés religieuses) : le « millet » orthodoxe n'est dirigé que par le patriarcat de Constantinople, tandis que les patriarcats bulgare et serbe sont abolis, respectivement en 1393 et en 1459 ; le dernier patriarche résidant de Tărnovo est Euthyme, contraint à l'exil par les Ottomans après leur conquête de la capitale bulgare en 1393. Seul l'archevêché d'Ohrid est maintenu et conserve des droits, qui lui permettent de devenir le second plus grand centre orthodoxe des Balkans (après Constantinople), avant la restauration du patriarcat de Peć en 1557.

### Suppressions par les Ottomans
En 1766 et 1767, à la veille de la guerre russo-turque de 1768-1774, l’archevêché d’Ohrid et le patriarcat de Peć sont abolis, de manière non canonique sur ordre du sultan ottoman Moustafa III, craignant les visées du projet grec de l’impératrice Catherine II.

### Renaissance de l'Église orthodoxe bulgare

#### Rupture avec Constantinople
À partir des années 1820 se développe un mouvement national bulgare pour l’indépendance de l’Église, qui aboutit, le 3 avril 1860, à la sécession du patriarcat de Constantinople proclamée par les chefs du mouvement. Le 18 décembre 1860, une partie des chrétiens bulgares s’unit à l’Église catholique romaine ; la nouvelle « Église des Bulgares unis », c’est-à-dire les catholiques grecs ou de rite byzantin, est reconnue par le gouvernement turc. Le 28 février 1870, le sultan promulgue un décret pour l’établissement d’une Église orthodoxe bulgare sous le nom d’exarchat. Le 16 septembre 1872, le patriarcat de Constantinople fait un schisme avec l’exarchat bulgare.

#### Réconciliation et reconnaissance
Le 22 février 1944, le patriarcat œcuménique de Constantinople abolit le schisme de 1872 et accorde un statut autocéphale complet à l’Église orthodoxe bulgare, avec le rang d’Exarchat. Le 10 mai 1953, l’Église orthodoxe bulgare revendique sa dignité patriarcale, qui lui est reconnue par Constantinople le 22 juillet 1961.

## Organisation

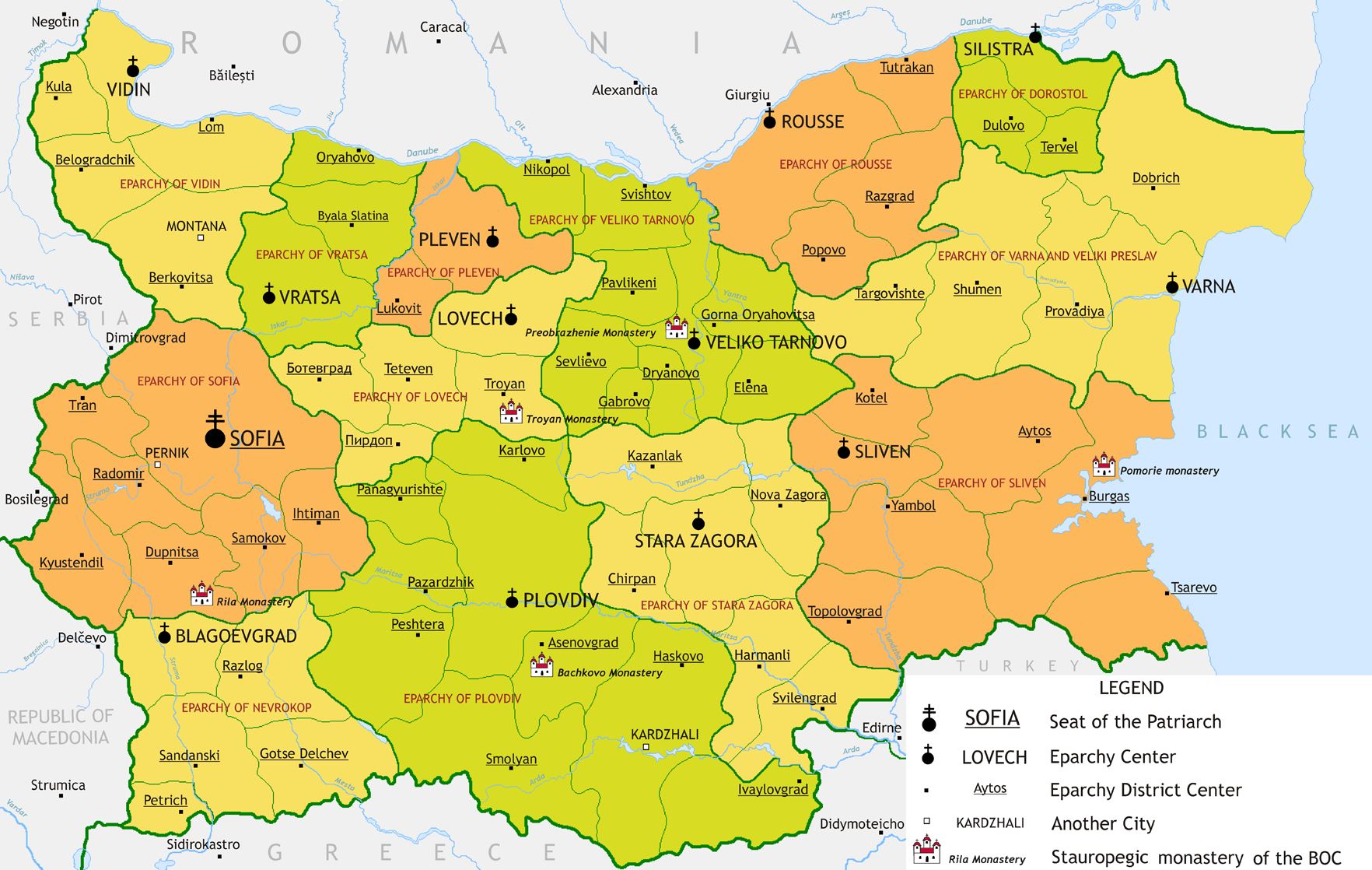
Carte des évêchés (éparchies) de l'Église orthodoxe bulgare.

L'Église orthodoxe de Bulgarie comprend douze évêchés (métropoles) en Bulgarie, auxquels s'ajoutent deux évêchés en dehors de la Bulgarie.
Métropoles de Bulgarie :
- Métropole de Sofia dont le titulaire est patriarche de Bulgarie : le métropolite Neophyte[15] élu le 24 février 2013 par le Saint Synode de l’Église orthodoxe bulgare[16].
- Métropole de Vidin : + Dométien
- Métropole de Vraca : + Callinique
- Métropole de Loveč : + Gabriel
- Métropole de Veliko Tărnovo : + Grégoire
- Métropole de Pleven : + Ignace
- Métropole de Rousse (avec siège à Roussé): + Nahum
- Métropole de Varna et Preslav (avec siège à Varna) : + Cyrille
- Métropole de Sliven : + Johanice
- Métropole de Stara Zagora : + Galaction
- Métropole de Plovdiv : + Nicolas
- Métropole de Nevrokop (avec siège à Gotze Delchev) : + Nathanaël
- Métropole de Dorostol-Silistra : + Ambroise

Évêchés à l'étranger :
- Évêché de l'Europe centrale et occidentale (avec siège à Berlin) : + Siméon
- Évêché de l'Amérique, du Canada et de l'Australie (avec siège à New York) : + Joseph

## Formation du clergé
L'Église dispose de deux facultés de théologies (Sofia et Veliko Tărnovo), qui font partie des universités d'État, ainsi que de deux séminaires (Sofia et Plovdiv).